# Rhinolophus darlingi
Rhinolophus darlingi är en fladdermusart som beskrevs av K. Andersen 1905. Rhinolophus darlingi ingår i släktet Rhinolophus och familjen hästskonäsor. IUCN kategoriserar arten globalt som livskraftig.
Inga underarter finns listade i Catalogue of Life. Wilson & Reeder (2005) skiljer mellan två underarter.
- Rhinolophus darlingi damarensis, västra Sydafrika, Namibia, Angola, godkänns sedan 2014 som art[6]
- Rhinolophus darlingi darlingi, övriga regioner

Denna fladdermus blir med svans 70 till 99 mm lång, svanslängden är 20 till 37 mm och vikten ligger vid 6 till 13 g. Rhinolophus darlingi har 42 till 51 mm långa underarmar, en vingspann av 230 till 320 mm, 8 till 11 mm långa bakfötter och 15 till 23 mm stora öron.
Arten förekommer i södra Afrika från södra Zambia och västra Moçambique till Sydafrika. Habitatet utgörs av savanner med några träd och av mindre skogar. Individerna vilar i grottor, i bergssprickor, i gruvor eller i byggnader.
Vid viloplatsen bildas flockar som har 2 till 20 medlemmar. Arten jagar med hjälp av ekolokalisering och lätet varar upp till 35,2 millisekunder med en frekvens av cirka 86 kHz. Honor föder en eller sällan två ungar per kull. Antagligen är fortplantningen kopplad till regntiden.